# Comuna Poberejne, Vinnița
Poberejne (în ucraineană Побережне) este o comună în raionul Vinnîțea, regiunea Vinnița, Ucraina, formată din satele Kordîșivka și Poberejne (reședința).

## Demografie
Componența lingvistică a satului Poberejne
     Ucraineană (99,35%)
     Alte limbi (0,65%)
Conform recensământului din 2001, majoritatea populației satului Poberejne era vorbitoare de ucraineană (99,35%), existând în minoritate și vorbitori de alte limbi.